# Ramići (Banja Luka)
Ramići (szerbül: Рамићи), falu Banja Luka községben, Bosznia-Hercegovinában, Bosanska krajina területén, a Szerb Köztársaságban. 

## Fekvése
Bosznia-Hercegovina északi részén, Banja Lukától légvonalban 10, közúton 13 km-re északra, a Kozara-hegység területén, 170-250 méteres magasságban fekszik. 

## Népessége
| Nemzetiségi csoport | Népesség 1991 | Népesség 2013 |
| ------------------- | ------------- | ------------- |
| Szerb               | 633           | 1702          |
| Bosnyák             | 0             | 0             |
| Horvát              | 344           | 25            |
| Jugoszláv           | 42            | 3             |
| Egyéb               | 16            | 27            |
| Összesen            | 1035          | 1757          |

## Története
A régészeti leletek tanúsága szerint a Dragočajka-patal bal partja feletti enyhe magaslaton jelentős késő ókori település és temploma állt.
A település 1878-ig tartozott az Oszmán Birodalomhoz, ekkor a berlini kongresszus határozata alapján az Osztrák-Magyar Monarchia része lett. 1879-ben az első osztrák-magyar népszámlálás során a Banja Luka-i járáshoz tartozó településnek 24 háztartása, 245 ortodox és 36 római katolikus lakosa volt. 1910-ben a Banja Luka-i járáshoz tartozó településen 64 háztartást, 307 ortodox szerb és 106 római katolikus lakost találtak. A monarchia szétesésével 1918-ban előbb a Szerb-Horvát-Szlovén Királyság, majd 1929-től a Jugoszláv Királyság része. 1921-ben a községnek összesen 69 háztartása és 427 lakosa volt. Jugoszlávia megszállása után a Független Horvát Állam (NDH) része lett. 1945-től a szocialista Jugoszlávia része volt. 1963-ban megszüntették az önálló Ivanjska községet, és a község területét Banja Luka községhez csatolták.
A boszniai háború végén majdnem az összes katolikus horvátot elüldözték, így 2013-ban már csak 25-en voltak. A daytoni békeszerződést követő területfelosztásnál Banja Luka község részeként a Szerb Köztársaság területéhez került. Az egykori vegyes lakosságú falut ma már döntően szerb lakosság lakja, akik túlnyomórészt Bihács, Glamoč, Bosanski Grahov és Kupres környékéről származnak, és a háború végén menekültek el ezekről a területekről.

## Gazdaság
- A „Ramići - Banja Luka” vállalkozói övezet a befektetők számára készen álló rendezett építési telkekből, bérbeadásra és eladásra kész épített létesítményekből (az adminisztrációs épület kivételével), valamint, a termelésre helyezve a hangsúlyt, a vállalkozásfejlesztéshez szükséges kiépített támogató infrastruktúrából áll.[9]

- A falu mellett jelentős barnaszén lelőhelyek találhatók.[10]

## Nevezetességei
- Grić-Pauša – római kori település és késő ókori bazilika maradványai. A Dragočajka-patal bal partja feletti enyhe magaslaton, mintegy 4000 m2 területen egy nagyobb épületegyüttes, illetve számos ókori épület maradványai találhatók. A leletek építőanyagból, kövekből, téglákból, alapfalakból, cseréptöredékekből és pénzérmékből állnak. A lelőhelyet 1924-ben V. Skarić azonosította. Az első próbaásatásokat 1984-ben B. Graljuk végezte. Ennek során feltártak egy késő ókori bazilikát, félköríves apszissal, színes mozaikokból rakott padlózattal, dekoratív vakolattöredékekkel és bélyeges római téglákkal.[4]

- Szent Illés próféta tiszteletére szentelt ortodox templomát 1974-ben szentelték fel.[11]